# 카쿠 켄토
카쿠 켄토(일본어: 賀来 賢人, 1989년 7월 3일 ~ )는 일본의 배우이다.
도쿄도 출신. 아뮤즈 소속.

## 내력
2007년, 배우 데뷔.
2009년, 영화 《은빛의 비》로 영화 첫 주연.
2012년, 드라마 《클로버》로 드라마 첫 주연.
2015년, 누벨칼레도니 관광 친선 대사에 임명되었다.
2016년, 여배우 에이쿠라 나나와 결혼한 것을 소속 사무소를 통해서 발표했다.
2017년 첫 아이 탄생

## 인물
- 취미는 농구와 축구. NBA, 코비 브라이언트의 팬이다.
- 애독서는 이사카 코타로의 《러시 라이프》, 《사막》.
- 아버지, 어머니, 형의 4인 가족.
- 아오야마 가쿠인 대학 중퇴[3].
- 여배우 카쿠 치카코는 숙모. 덧붙여서 카쿠 치카코에게는 〈켄토〉라고 불리고 있다[4].
- 초·중·고 남자 학교였다.
- 만두를 연속으로 12개 먹었던 적이 있다.
- 신장은 179.2cm.

## 출연

### 드라마
- 도쿄 소녀 세피아 편 안녕 소녀 (2008년 2월, BS-i)
- 휴대폰 드라마 Teddy bear (2008년 4월) - 츠카모토 나루야 역
- 도쿄 소녀 미즈사와 에레나를 좋아하는 사람이라고 할 수 없다 (2008년 5월 24일, BS-i)
- 더 프롤로그 누쿠미~즈 7 THE BOY IN WONDERLAND (2008년 6월, 후지 TV On Demand) - 미츠루 역
- 태양과 바다의 교실 (2008년 7월 ~ 9월, 후지 TV) - 반노 케이고 역
- 사잔 올 스타즈 30th×닛테레 55th 드라마 the 물결치는 레스토랑 (2008년 11월 1일 ~ 9일, 닛폰 TV) - 뎃치쿤 역
- 고쿠센 3학년 D반 졸업 스페셜 (2009년 3월 28일, 닛폰 TV) - 모치즈키 준페이 역
- 사무라이 하이 스쿨 (2009년 11월 ~ 12월, 닛폰 TV) - 이와나가 히토시 역
- 텀블링 (2010년 4월 ~ 6월, TBS) - 닛포리 케이지 역
- Q10 (2010년 10월 ~ 12월, 닛폰 TV) - 카게야마 사토시 역
- 아스코마치~아스카 공업 고교 이야기~ (2011년 4월 ~ 6월, TV 아사히) - 타마키 마코토 역
- 영 블랙 잭 (2011년 4월 23일, 닛폰 TV) - 타츠미 카츠야 역
- 마지막 정 오키나와·찢어진 형제 ~철혈근황대와 일본계 미국병사의 진상~ (2011년 8월 13일, 후지 TV) - 요스케 역
- 용사 요시히코와 마왕의 성 제11화 (2011년 9월 16일, TV 도쿄) - 경찰관 역
- 란마 ½ (2011년 12월, 닛폰 TV) - 사오토메 란마(남자) 역
- 클로버 (2012년 4월 ~ 6월, TV 도쿄) - 주연·미사키 하야토 역
- 고스트 마마 수사선~나와 마마의 이상한 100일~ 제1 ~ 2화 (2012년 7월 7일 ~ 14일, 닛폰 TV) - 타케루 역
- 울지마, 하라 짱 (2013년 1월 ~ 3월, 닛폰 TV) - 마키히로 역
- 여자 노부나가 (2013년 4월 5일 ~ 6일, 후지 TV) - 오다 노부유키 역
- 단다린 노동기준감독관 제5화 (2013년 10월 30일, 닛폰 TV) - 카라사와 타카시 역
- 연속 TV 소설 하나코와 앤 (2014년 4월 ~ 9월, NHK) - 안도 키치타로 역
  - 스핀오프 스페셜 아사이치의 신부 (2014년 10월 18일, NHK BS 프리미엄)
- 노부나가의 셰프 Part2 (2014년 7월 ~ 9월, TV 아사히) - 타케다 카츠요리 역
- 어젯밤의 카레, 내일의 빵 (2014년 10월 ~ 11월, NHK BS 프리미엄) - 타케우치 토라오 역
- N을 위하여 (2014년 10월 ~ 12월, TBS) - 안도 노조미 역
- 영원의 0 (2015년 2월 11일 ~ 15일, TV 도쿄) - 나가이 키요타카 역
- 대하드라마 꽃 타오르다 (2015년, NHK) - 오키타 소지 역
- 시크릿 메세지 (2015년 11월, Web 드라마)
- 도망치는 여자 (2016년 1월 ~ 2월, NHK) - 안도 준야 역
- 굿 파트너 무적의 변호사 (2016년 4월 ~ 6월, TV 아사히) - 아타미 유사쿠 역
- 우주의 일 (2016년 9월, Amazon 프라임 비디오) - 루케니 역
- 슈퍼 샐러리맨 사에나이씨 (2017년 1월 ~ 3월, 닛폰 TV)
- 4호 경비 (2017년 4월 ~ 5월, NHK )
- 아키라와 아키라 (7월 ~ 9월 , WOWOW TV)
- 사랑해도 비밀은 있다 (7월 ~ 9월, NTV)
- 심해어 ( 7월 ~ 9월 )
- 해파리 공주 (1월 ~ 3월 , 후지 TV, 7회-10회) - 카이 피쉬역
- 오늘부터 우리는 ( 10월 ~ 11월, NTV ) -
- 도쿄 느와르 (NTV) -
- 한자와 나오키 (TBS, 1-3월) -
- 도쿄 mer (TBS, 7-9월) - 오토와 역
- 마이패밀리
- 닌자의 집 (넷플릭스, 2024년 )

### 영화
- 신동 (2007년, 비터즈 엔드) - 시미즈 켄지 역
- Little DJ~작은 사랑의 이야기 (2007년, 데스페라도) - 유키 슈헤이 역
- 우리들과 경찰아저씨의 700일 전쟁 (2008년, 가가) - 그레이트 이노우에 역
- 고쿠센 THE MOVIE (2009년, 토호) - 모치즈키 준페이 역
- 여자아이 이야기 (2009년, IMJ 엔터테인먼트/에이벡스 엔터테인먼트) - 카타기리 토시오 역
- THE GAME~Boy's Film Show~ (2009년)
- 은빛의 비 (2009년, SPO/매직 아워) - 주연·히라이 역
- 바다의 금붕어 (2010년, 티 조이) - 이세 케이치 역
- 무사도 식스틴 (2010년, 고 시네마)
- 소프트 보이 (2010년, 토에이) - 노구치 역
- THE GAME~Boy's Film Show~ 2010 (2010년)
- 하느님 헬프! (2010년, 고 시네마) - 준 역
- Paradise Kiss (2011년, 워너 브라더스 영화) - 나가세 아라시 역
- 셔플 (2011년, 비터즈 엔드)
- 걸 바사라 -전국시대는 권외입니다- (2011년, 카도카와 영화) - 코헤이 역
- 나는 아직 진심을 내지 않았을 뿐 (2013년, 쇼치쿠) - 점원 역
- 오! 파더 (2014년, 워너 브라더스 영화)
- 모리야마 중학교 교습소 (2016년, 팬텀 필름) - 주연·토도로키 역
- 치하야후루 - 무스비
- 신해석 삼국지 (2020년, 도호) - 주유 역
- 오늘부터 우리는
- 도쿄 mer 영화판

### 무대
- avex live creative 무대 〈스마트 모테리맨 강좌〉 (2011년 10월 11일 ~ 19일, 텐노우즈 깅가 극장) - 코미야마 신지 역
- 〈몬티 파이손의 스파마롯트〉 (2012년 1월 9일 ~ 22일, 아카사카 ACT 시어터) - 가라핫드경 역
- 로미오&줄리엣 (2012년 4월 29일 ~ 2012년 6월 10일, 아카사카 ACT 시어터/시어터 BRAVA!) - 티볼트 역
- RENT (2012년 10월 30일 ~ 2012년 12월 2일, 시어터 크리에) - 주연·마크 역
- 악령-하녀의 사랑- (2013년 8월 29일 ~ 9월 28일)
- 극단☆신칸센 35주년 올 스타 챔피언 축제 〈고에몬vs고텐〉 (2015년 5월 27일 ~ 9월 3일) - 앤드류 타카라다 역

### CM
- 코나미 닌텐도 DS 위닝 일레븐 (2006년)
- Benesse 신켄 제미 고교 강좌 (2006년)
- 로토 제약 로토 리세 〈기대?〉 편 (2008년) - 아라가키 유이와 공동 출연
- NTT 도코모 〈docomo STYLE series〉 STYLE 일루미네이션 편 (2009년) - 호리키타 마키의 남자친구 역
- 도쿄 북마크 (2015년)
- 오오츠카 제약 〈포카리 스웨트 이온 워터〉 (2015년) - 모리카와 아오이와 공동 출연
- 모바일 스트라이크 (2016년)

### PV
- ghostnote 〈아마노가와〉 (2009년) - 히라타 카오루와 공동 출연
- Lisa Halim feat.JAY'ED 〈안타까울 정도로, 사랑했다.〉 (2008년) - 키리타니 미레이와 공동 출연

## 서적

### 사진집
- 《가는 길에 들름.》 (2010년 7월 3일, 와니 북스)

### 잡지 연재
- CUTiE 《카쿠 켄토의 도쿄 데이트 날씨》 (2010년 4월 ~ 6월, 타카라지마사)
- JUNON 《카쿠 켄토의 혁명》 (2010년 4월 ~ 2011년 3월, 주부와 생활사)